# Liste des colonnes triomphales romaines
Cet article recense les colonnes triomphales romaines.

## Généralités
Les colonnes triomphales de la Rome antique étaient soit des piliers monolithiques, soit composés de tambours de colonnes empilés les uns sur les autres ; dans ce dernier cas, elles étaient souvent évidées pour accueillir un escalier antique en colimaçon menant à une plateforme.
La plus ancienne colonne de la victoire encore érigée est celle de Trajan, dédicacée en 113. Elle définit la forme architecturale de ce type de monument et établit dans le même temps sa valeur symbolique comme un monument politique dans la continuité des arcs de triomphe romains, fournissant un modèle-type pour les futurs empereurs. Les capitales impériales que constituent Rome et Constantinople possèdent les plus anciennes colonnes triomphales.

## Liste
La liste suivante présente les colonnes triomphales romaines par date de construction, de la plus ancienne à la plus récente.
Les hauteurs des colonnes sont données en mètres ; les architectes antiques usaient toutefois du pied romain pour déterminer les proportions des colonnes, un point important pour comprendre les conceptions romaines dans la construction de ces monuments,[précision nécessaire].
La colonne « lieu » indique l'emplacement de la colonne lors de son érection ; ces lieux ont souvent été renommés ou ont changé de fonction, certaines colonnes (ou leurs restes) ayant par ailleurs été déplacées.
La liste ne recense pas les colonnes rostrales, qui commémoraient certaines victoires navales.
| Colonne                    | Pays    | Ville      | Lieu                | date             | commémore                                                                          | Hauteur (m) | Notes | Coordonnées                       | Image |
| -------------------------- | ------- | ---------- | ------------------- | ---------------- | ---------------------------------------------------------------------------------- | ----------- | --- | --------------------------------- | --- |
| Colonne de Maenius         | Italie  | Rome       | Forum Romain        | 338 av. J.-C.    | Caius Maenius                                                                      |             | D'après Pline l'Ancien, avant 267 av. J.-C. et l'introduction à Rome du premier cadran solaire, la colonne sert de repère pour évaluer l'heure dans la journée. | 41° 53′ 34″ nord, 12° 29′ 06″ est | |
| Colonne Trajane            | Italie  | Rome       | Forum de Trajan     | 113              | Trajan                                                                             | 35,07       | Archétype de la colonne triomphale | 41° 53′ 32″ nord, 12° 29′ 03″ est | Colonne Trajane sur le Forum de Trajan |
| Colonne d'Antonin le Pieux | Italie  | Rome       | Champ de Mars       | 161              | Antonin le Pieux                                                                   | 15          | Seule la base subsiste, conservée aux musées du Vatican | 41° 53′ 52″ nord, 12° 28′ 33″ est | La base existante de la colonne d'Antonin le Pieux |
| Colonne de Marc-Aurèle     | Italie  | Rome       |                     | Avant 193        | Marc Aurèle                                                                        | 39,72       | Directement inspirée de la Colonne Trajane ; occupe actuellement le centre de la piazza Colonna                                                                 | 41° 53′ 50″ nord, 12° 28′ 47″ est | La colonne de Marc-Aurèle sur la Place Colonna |
| Colonne des Goths          | Turquie | Istanbul   |                     | Entre 268 et 337 | Probablement Claude II le Gothique ou Constantin Ier ; située dans le parc Gülhane | 18,5        | | 41° 00′ 52″ nord, 28° 59′ 08″ est | La colonne des Goths au Parc Gülhane |
| Colonne de Pompée          | Égypte  | Alexandrie | Sérapéum            | 297              | Probablement Dioclétien                                                            | 26,85       | | 31° 10′ 42″ nord, 29° 53′ 47″ est | Colonne de Pompée |
| Colonne de Constantin      | Turquie | Istanbul   | Forum de Constantin | 330              | Constantin Ier                                                                     | 35          | Le sommet de la colonne n'a pas subsisté | 41° 00′ 17″ nord, 28° 58′ 16″ est | |
| Colonne Julienne (de)      | Turquie | Ankara     |                     | 362 ?            | Peut-être Julien                                                                   | 15          | La colonne commémorerait une visite de l'empereur Julien ; le monument est toutefois probablement postérieur à l'époque romaine et sa finalité n'est pas connue | 39° 56′ 36″ nord, 32° 51′ 22″ est | |
| Colonne de Théodose        | Turquie | Istanbul   | Forum de Théodose   | Années 380       | Théodose Ier                                                                       |             | Des restes subsistent jusqu'au XVe siècle, conservés aujourd'hui au musée archéologique d'Istanbul                                                              |                                   | Fragments restants de la colonne de Théodose |
| Colonne d'Arcadius         | Turquie | Istanbul   | Forum d'Arcadius    | 421              | Flavius Arcadius                                                                   |             | Seule la base subsiste | 41° 00′ 28″ nord, 28° 56′ 35″ est | Colonne d'Arcadius sur le Forum d'Arcadius |
| Colonne de Marcien         | Turquie | Istanbul   |                     | 455              | Marcien                                                                            |             | | 41° 00′ 42″ nord, 28° 57′ 00″ est | La colonne de Marcien en 2007 |
| Colonne de Justinien       | Turquie | Istanbul   | Augustaion          | 543              | Justinien                                                                          |             | Renversée par les Ottomans au cours du XVIe siècle. |                                   | Reconstruction de la colonne, d'après Cornelius Gurlitt, 1912. La représentation autour de la colonne d'une frise de forme hélicoïdale narrant un récit, d'après la mode imposée par le modèle de la colonne trajane, est erronée. |
| Colonne de Phocas          | Italie  | Rome       | Forum Romain        | 608              | Phocas                                                                             | 13,5        | Dernier monument érigé sur le forum Romain | 41° 53′ 19″ nord, 12° 29′ 05″ est | Colonne de Phocas sur le Forum Romanum |

## Source
- (en) Cet article est partiellement ou en totalité issu de l’article de Wikipédia en anglais intitulé « List of Roman victory columns » (voir la liste des auteurs).